# Albert Goupil
Pour les articles homonymes, voir Goupil.
Albert Goupil, né à Paris le 18 février 1840 et mort dans la même ville le 15 décembre 1884, est un collectionneur français d'œuvres d’art, qui s'est particulièrement intéressé aux arts de l'Islam et aux oeuvres de la Renaissance ; il est aussi connu pour les photographies qu'il a réalisées en 1868 lors d'un voyage avec le peintre Gérôme en Égypte et au Proche-Orient.

## Biographie

### Famille
Albert Goupil, troisième enfant d'Adolphe Goupil, éditeur d’estampes, marchand d'art et de reproductions photographiques de tableaux, et de son épouse Victoire Brincard (1808–1886), naît à Paris le 18 février 1840 ; il restera célibataire. Sa soeur cadette Marie épouse en 1863 le peintre Gérôme.

### Voyages et photographie
Deux voyages jouent un rôle déterminant dans le choix de ses collections.
En 1858, le peintre Charles Jalabert, dont les peintures diffusées sous la forme de gravures par Adolphe Goupil connaissent une grande popularité, l'emmène en Italie. Là se fixe son goût pour les œuvres de la Renaissance italienne.
En 1868, Gérôme organise son troisième voyage au Proche-Orient et en Égypte avec des peintres : Léon Bonnat, Jean-Richard Goubie, Ernest Journault, Paul-Marie Lenoir et le néerlandais Willem de Famars Testas, ainsi qu'un écrivain, Edmond About ; il y associe Goupil en tant que photographe. En quatre mois, de janvier à avril, les artistes vont d'Alexandrie à Beyrouth en passant par le Sinaï, Pétra, Hébron, Jérusalem, la mer Morte et Damas. Deux des peintres, Paul-Marie Lenoir et Willem de Famars Testas, ont tenu un journal de cette expédition artistique,,. Goupil photographie les paysages (le Sinaï et le monastère Sainte-Catherine, la mer Morte), les lieux et villes traversés (Pétra ; Médinet el-Fayoum ; Vue générale du Caire ; les pyramides de Gizeh avec le campement des voyageurs), ainsi que leurs campements, leur escorte arabe ou des groupes rencontrés. Certaines photographies résultent d'une collaboration avec les peintres du voyage : le 15 février, au Caire, Willem de Famars Testas fait poser une jeune modèle, Fatma, pour lui-même, le peintre Ernest Journault et Goupil ; il note dans son journal de voyage : « Nous avons fait une étude et Goupil une photographie ». Les clichés sont développés sur place, ce qui a été « encore une distraction et un amusement plein d’imprévus » indique Willem de Famars Testas.
Il est à noter qu'en prenant ses photographies, Albert Goupil a rencontré des problèmes avec ses négatifs au collodion et plusieurs clichés sont gâchés par des coulures et des zébrures ; d'autres témoignent d'une mauvaise maîtrise de la luminosité et présentent des tonalités trop noires, particulièrement pour les ciels ; certaines photographies de groupes sont prises de trop loin.
Albert Goupil réunit 77 photographies prises lors de ce voyage, tirées sur papier albuminé d'après les négatifs sur verre au collodion, dans un album dédicacé à Ernest Journault ; il a été acquis en 1996 par la Bibliothèque nationale de France.
Certaines phototographies prises par Goupil ont pu inspirer Gérôme : ainsi la vue de Médinet el-Fayoum inspire le décor d'arrière-plan du tableau de Gérôme Femmes fellahs puisant de l’eau peint en 1870, ; sa photographie du Caire a pu inspirer Bonaparte au Caire peint en 1886 (Hearst Castle, San Simeon).

### Le collectionneur
Ce voyage suscite son goût pour les objets d’art moyen-orientaux, alors encore peu appréciés des collectionneurs européens, et il en rapporte le noyau de sa collection d’art islamique.
De retour à Paris, il installe une "galerie orientale" et une "galerie occidentale" dans son appartement de l'immeuble familial du 9 rue Chaptal, dans le 9e arrondissement de Paris, où son père avait fondé l'entreprise familiale,, ; ces espaces hybrides, à mi-chemin entre la mise en scène pseudo historique et la salle d’exposition, attirent, au cours des années 1870, amateurs et artistes.
Goupil continue à enrichir sa collection, qui se compose de trois ensembles : 
- les arts de l'Islam avec la diversité de leurs techniques et de leurs supports : textiles et tapisserie, verres, céramique, métal, armes, ferronnerie, boiseries, meubles, ivoire, objets variés de l’Orient ;
- l’art de la Renaissance, flamande, française et surtout italienne (tapisseries murales, bas-relief, mobilier, art de la ferronnerie, éléments d’architecture, textiles)[16].
- un petit ensemble d'œuvres d'Ingres, surtout des dessins, complète sa collection[13].

En 1869, il prête plusieurs objets de sa collection orientale à l'exposition organisée par l'Union centrale des Beaux arts appliqués à l'industrie. En 1878, lors de l'Exposition universelle de Paris, il organise avec Gérôme au palais du Trocadéro la "Galerie orientale" consacrée aux collections privées parisiennes d’art islamique, en y exposant lui-même vingt pièces,.
En 1872, il est intégré comme associé officiel de son père et de François Léon Boussod dans la société Goupil & Cie ; l'entreprise est alors une des galeries d'art européennes les plus réputées, qui a développé ses affaires autour du commerce d'estampes, de peintures, de pastels, de sculptures et de dessins d'artistes, en s'appuyant sur un réseau de succursales en Europe (La Haye, Bruxelles, Berlin et Londres) et à New York. Il effectue dans les années 1870 plusieurs voyages en Italie au nom de la maison Goupil.
En mars 1880, il remplace Gérôme au Comité directeur du Musée des arts décoratifs de Paris et aménage la salle d'art oriental. Il participe par la suite aux expositions en tant qu'organisateur ou prêteur.

### Décès et vente de sa collection
Albert Goupil meurt à Paris le 15 décembre 1884, à l'âge de 44 ans, des suites d’une « aliénation mentale » diagnostiquée en septembre.
Du 23 au 27 avril 1888, ses collections sont dispersées à l'Hôtel Drouot, la plus importante salle nationale de ventes aux enchères ; un catalogue de vente, de 101 pages, est édité,. L'Union centrale des arts décoratifs (UCAD) à Paris y acquiert seize pièces d’art islamique ; cette acquisition marque le début de la constitution systématique d’une collection d’art islamique au musée des Arts décoratifs. Le peintre Guillaume Dubufe achète des tapis et des moucharabiehs égyptiens qu'il intègre en 1889 dans une chambre à l’orientale créée dans son hôtel particulier avenue de Villiers .
Le musée du Louvre, le musée des arts décoratifs de Paris, le musée des Beaux-Arts de Lyon et le musée des Tissus de Lyon conservent aujourd'hui certaines pièces de ses collections.

## Œuvres de la collection d'Albert Goupil (sélection)

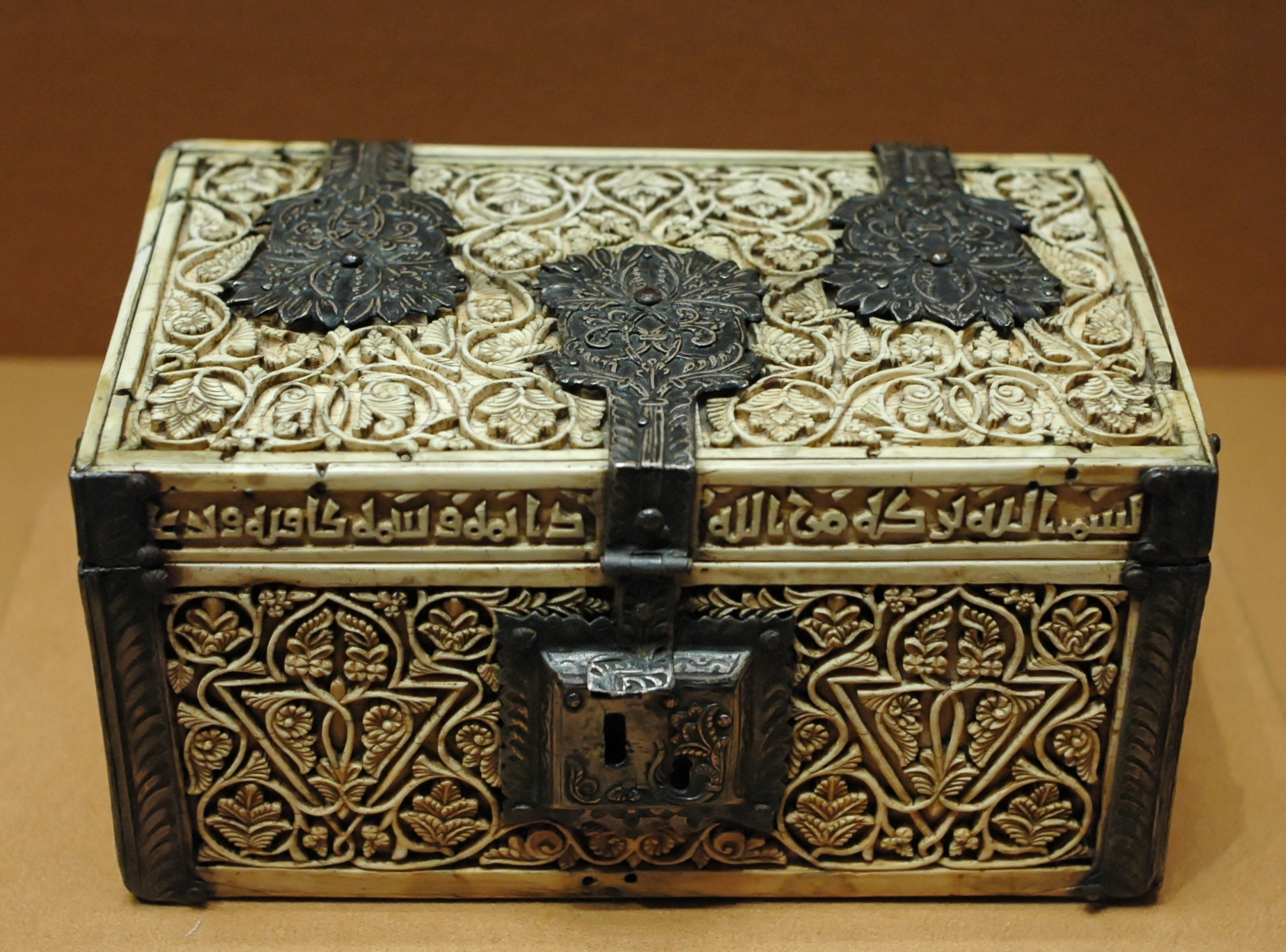
Coffret en ivoire et argent, époque des Omeyyades de Cordoue, 966-967.
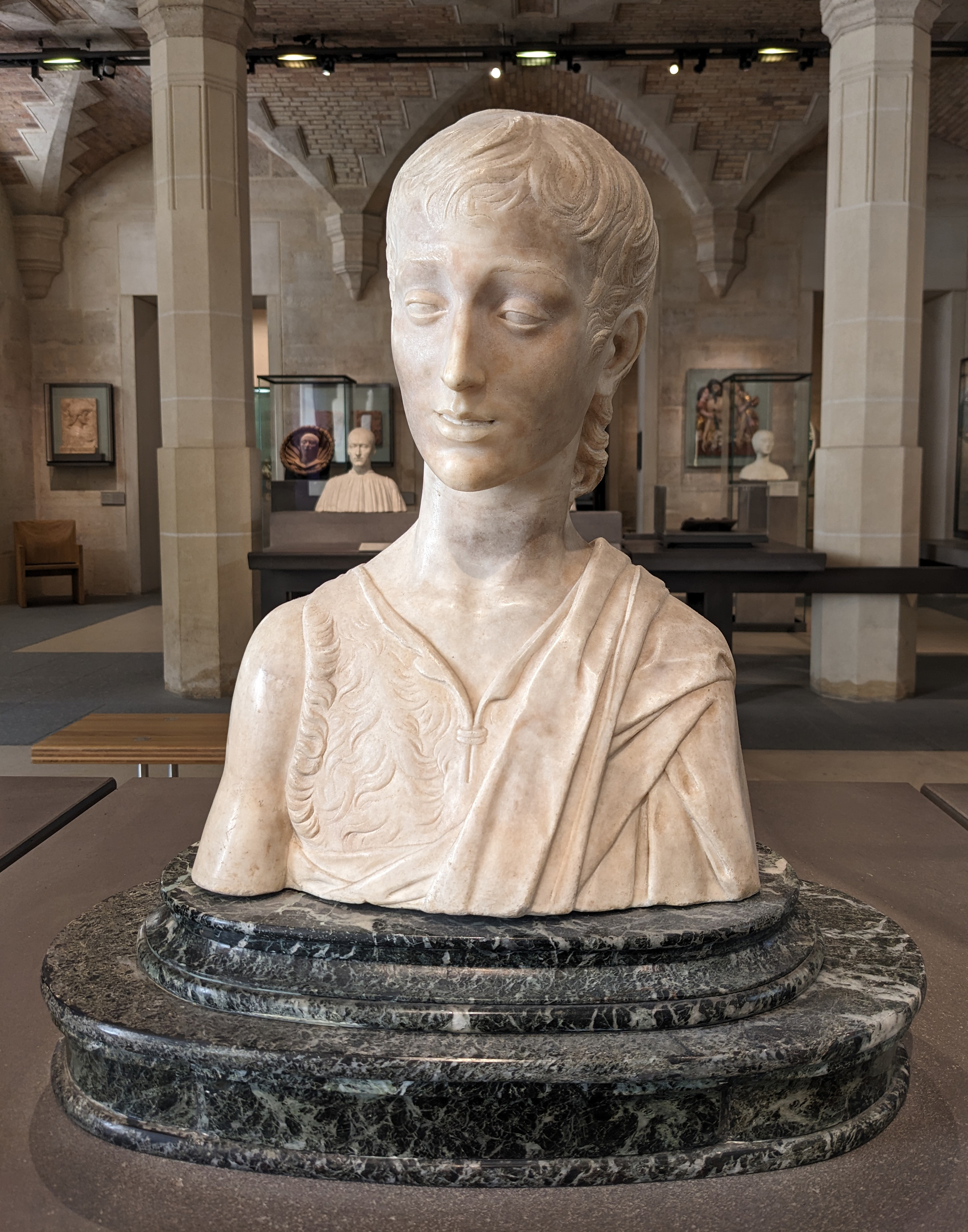
Desiderio da Settignano (attribué à), buste en marbre de saint Jean Baptiste, vers 1455.
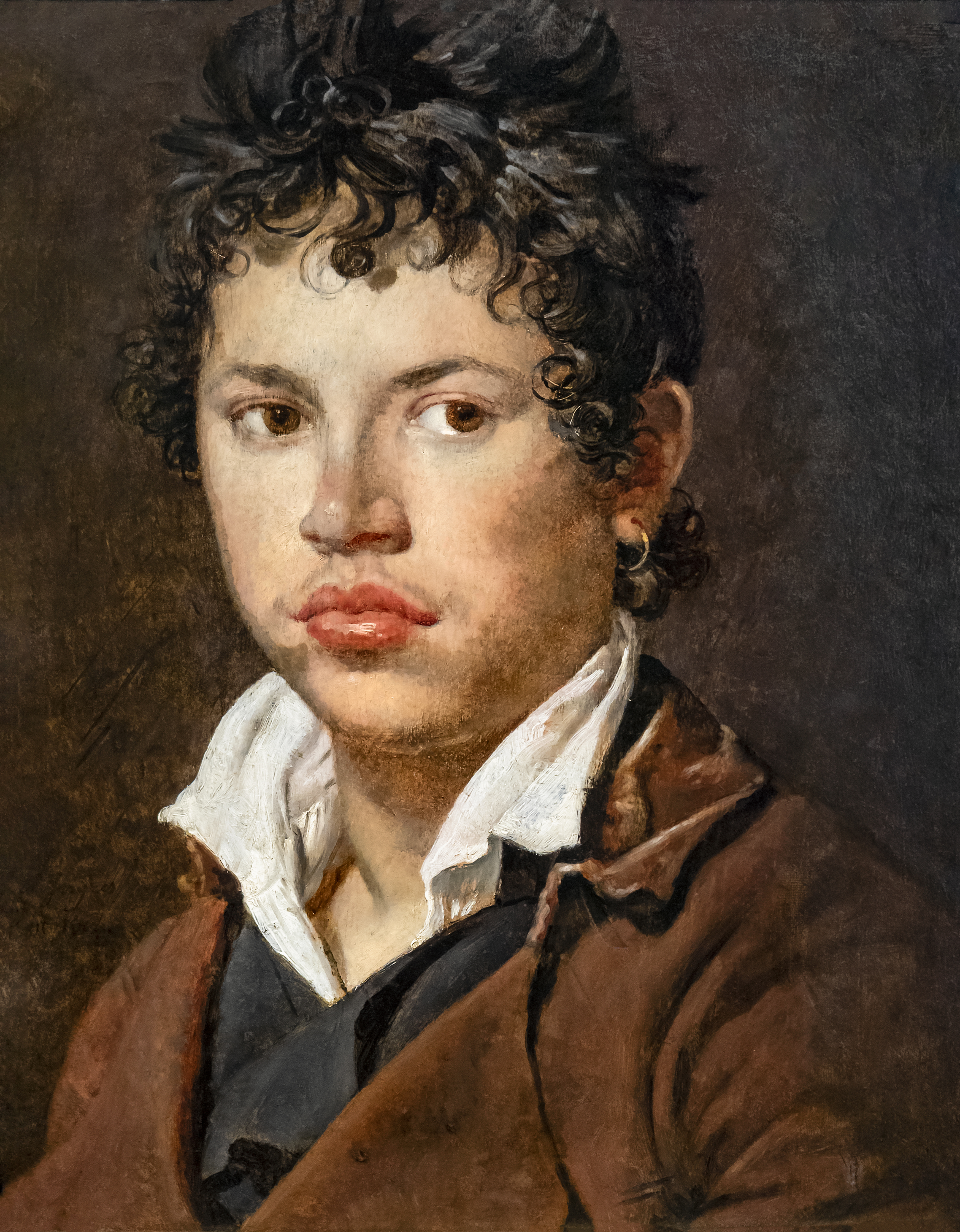
Ingres, Portrait de jeune homme à la boucle d'oreille, 1804
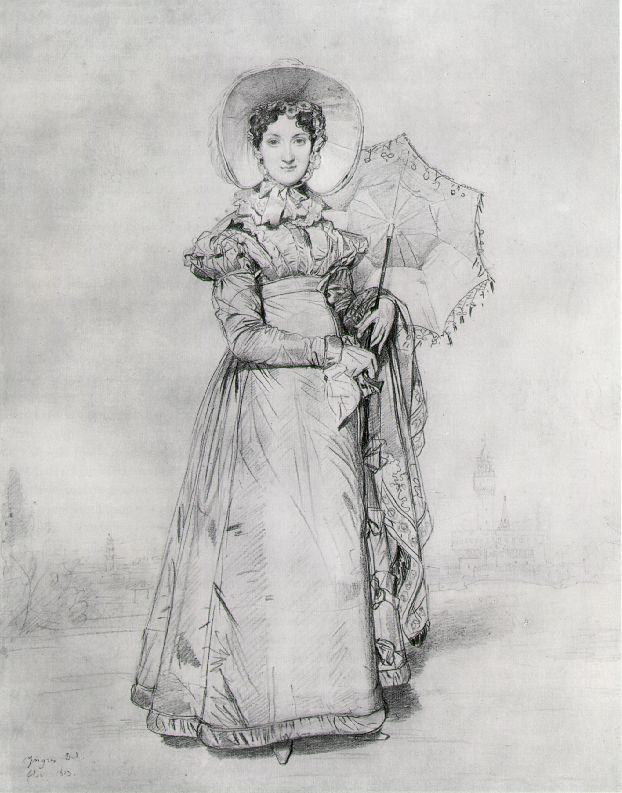
Ingres, Teresa Nogarola, comtesse Apponyi, 1823, Fogg Art Museum.
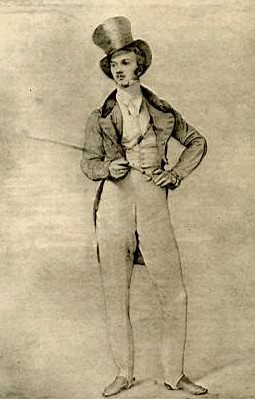
Ingres, Le comte Antoine Apponyi, ambassadeur d'Autriche à Paris, 1823, Fogg Art Museum.
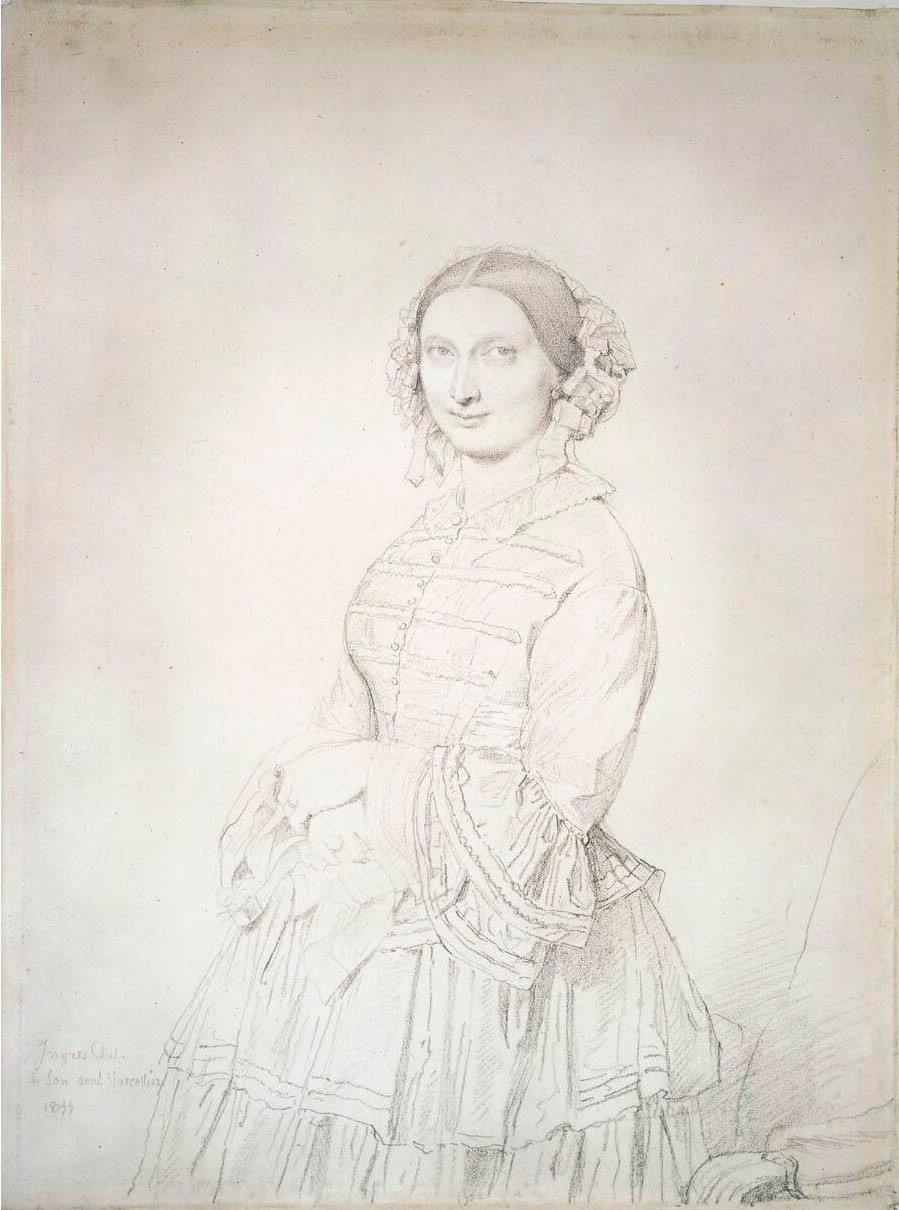
Ingres, Portrait de madame Augustin Varcollier, 1855.

### Arts de l'Islam et antiquités orientales
- Bloc en calcaire avec fragement d'inscription en sabéen, Ier siècle, période des rois de Saba, Musée du Louvre, département des Antiquités orientales, Paris ; don d'Albert Goupil en 1879[25].

- Coffret en ivoire et argent, époque des Omeyyades de Cordoue, 966-967, avec inscription koufique du XVe siècle, Musée du Louvre, département des Arts de l'Islam, Paris ; achat à la vente d'Albert Goupil en 1888[26],[27].

- Lanterne en céramique vernissée, Raqqa, Syrie, début du XIIIe siècle, Metropolitan Museum of Art (Met), New York ; achat par Edward C. Moore (en) à la vente après-décès d'Albert Goupil en 1888 ; legs au musée en 1891[28].

- Aiguière en argent, Irak ou Syrie, 1ère moitié du XIIIe siècle, Musée du Louvre, département des Arts de l'Islam, Paris ; achat à la vente d'Albert Goupil en 1888[29],[30].

- Bassin, cuivre incrusté d'or et d'argent, Irak ou Syrie, vers 1252-1253, avec signature de l'artiste Dawud ibn Salama al-Mawsili ; Musée du Louvre, département des Arts de l'Islam, Paris ; achat à la vente d'Albert Goupil en 1888[31].

- Chandelier, cuivre, décor gravé et incrusté d'or, d'argent et de pâte noire, vers 1285-1315, Iran ; Musée du Louvre, département des Arts de l'Islam, Paris ; achat à la vente d'Albert Goupil en 1888[32].

- Lampe de mosquée dédiée au sultan Baybars II, Égypte ou Syrie, 1309-1310, Musée des Arts décoratifs, Paris[33].

- Bassin, verre et métal, XIVe siècle, Metropolitan Museum of Art (Met), New York ; achat par Edward C. Moore à la vente après-décès d'Albert Goupil en 1888 ; legs au musée en 1891[34].

- Aiguière à décor côtelé et panse aplatie, alliage de cuivre moulé et gravé, XVIe siècle, Inde ; Musée du Louvre, département des Arts de l'Islam, Paris ; achetée par Charles-Antoine-Benoît Rochard à la vente d'Albert Goupil en 1888[35] et léguée par lui au Louvre en 1903[36],[37].

- Tapis à médaillon dit "Salting", XVIe siècle - XVIIe siècle, Iran. Albert Goupil avait dans sa collection quatre exemplaires de ce type de tapis[38], dénommé ultérieurement « Salting », du nom du collectionneur britannique George Salting (en) qui en donna plusieurs exemplaires au Victoria and Albert Museum en 1909. Ces tapis, en laine brochée de fils d’argent, se caractérisent par un médaillon central et une bordure garnie d’inscriptions poétiques, et par l’extraordinaire éclat de leurs tons[13]
  - exemplaire du Walters Art Museum, Baltimore ; acheté par Charles T. Yerkes à la vente de 1888[39] ; acheté par un des fondateurs du musée, Henry Walters (en), à la vente de yerkes en 1910[40].
  - exemplaire du Musée du Louvre, département des Arts de l'Islam, Paris ; achat à la vente d'Albert Goupil en 1888[41],[42],[43].

- Tapis à treillis floral, 1600-1625, Inde ou Cachemire ; Musée du Louvre, département des Arts de l'Islam, Paris ; achat à la vente d'Albert Goupil en 1888[44],[45]

- Casque en métal orné d'inscriptions coraniques, Inde, XVIIe siècle ou XVIIIe siècle, Metropolitan Museum of Art (Met), New York ; il apparaît dans le tableau de Gérôme, Un Marchand d'armes au Caire, 1869[46].

- Deux carreaux en céramique émaillée polychromes, fabriqués à Kütahya, début XVIIIe siècle : Un temple, la Vierge, sainte Elisabeth et saint Joseph et Un officiant portant la mosquée de Sainte Sophie, Musée national de Céramique, Sèvres ; achat à Albert Goupil en 1879[47].

### Moyen Âge et Renaissance
- Pourpoint de Charles de Blois (1319-1364), Musée des Tissus de Lyon.

l'étoffe de soie blanche brochée d’or du vêtement présente une ornementation géométrique d’octogones entrelacés dans lesquels sont alternativement inscrits un aigle et un lion ; Albert Goupil l'achète en 1868. Lors de sa vente après-décès en avril 1888, il est acquis par Raymondo de Madrazzo qui en fait don en 1924 au musée.
- Histoire des sept sacrements, ensemble de tapisseries, sud des Flandres, vers 1435-1450, Metropolitan Museum of Art, New York 
  - Baptême - Jacob bénissant Ephraïm et Manassé et Naaman guéri en se baignant dans le Jourdain[51],[52].
  - Mariage et extrême-onction[53].
  - Dieu unit Adam et Eve ; David est oint roi à Hébron[54].

Les tapisseries proviennent des collections royales espagnoles ; vendues en 1871, elles font partie de la collection du peintre espagnol Marià Fortuny ; Goupil les achète en 1875 à la vente Fortuny à Drouot ; à sa vente après-décès en 1888, elles sont achetées par Bacri Frères qui les revendent en 1907 au collectionneur John Pierpont Morgan ; ce dernier les lègue au Metropolitan Museum.
- Desiderio da Settignano (attribué à), Buste en marbre de saint Jean Baptiste, vers 1455, Musée du Louvre, Paris ; legs d'Albert Goupil[55].

- L'Adoration des mages, tapisserie, Bruxelles, 1485-1500, Musée du Louvre, Paris ; legs d'Albert Goupil[56],[57].

- Vierge d'humilité entre deux anges tenant des courtines, groupe sculpté en marbre, Italie, Venise, XVe siècle (H 66 x L. 63 x P. 44 cm), Musée du Louvre, Paris ; don d'Albert Goupil en 1882[58].

### Tableaux et dessins d'Ingres
- Portrait d'homme à la boucle d'oreille, huile sur bois, 1804, Musée Ingres-Bourdelle, Montauban

acquis par Albert Goupil en 1873 aux héritiers du peintre Gustave Ricard ; le banquier Hippolyte Adam l'achète à la vente après-décès de Goupil en avril 1888 ; il passe dans les collections de Mme René Lisle puis de Dominique Hermant, qui en fait don au musée Ingres en 1974.
- Portrait de mademoiselle Barbara Bansi, vers 1797-1800, Musée du Louvre, Département des Arts graphiques

acquis par Albert Goupil en 1884 pour la somme de 500 francs ; acheté par Louis Lefebvre de Viefville à la vente de 1888 et légué par sa fille en 1961 au musée du Louvre.
- Teresa Nogarola, comtesse Apponyi, graphite et craie blanche sur papier vélin, 1823, Fogg Art Museum

collection Albert Goupil ; acheté par Charles Jalabert et légué à Jean-Léon Gérôme ; vendu par la fille de Gérôme à Grenville L. Winthrop en avril 1932 ; légué par ce dernier en 1943 au Fogg Art Museum, Cambridge (Massachusetts).
- Le comte Antoine Apponyi, ambassadeur d'Autriche à Paris, 1823, Fogg Art Museum

collection d'Albert Goupil dès 1867 ; collection de Joseph Vitta, Paris, en 1911 ; collection Scott et Fowles, New York ; acheté en septembre 1925 par Grenville L. Winthrop qui le lègue en 1943 au Fogg Art Museum).
- Portrait de madame Augustin Varcollier, 1855, dessin à la plume

acheté par Joseph-Charles Kergall et son épouse Elisabeth-Marie-Augustin Varcollier (petite-fille du modèle) à la vente de 1888 ; collection privée.

## Expositions
- 11 octobre 2007 - 13 janvier 2008 : Purs décors ? Arts de l'islam, regards du XIXe siècle, Musée des arts décoratifs, Paris[63],[64].
- 15 juin - 12 septembre 2010 : Jean-Léon Gérôme, 1824-1904 : l'histoire en spectacle, J. Paul Getty Museum, Los Angeles

puis 19 octobre 2010 - 23 janvier 2011 : Musée d'Orsay, Paris ; 1er mars - 22 mai 2011 : Musée Thyssen-Bornemisza, Madrid.
- 2 avril - 4 juillet 2011 : Le génie de l'Orient. L'Europe moderne et les arts de l'Islam, Musée des beaux-arts, Lyon[66]

une section de l'exposition s'intitule "Albert Goupil, collectionneur".